# Stanin
Stanin is een dorp in het Poolse woiwodschap Lublin, in het district Łukowski. De plaats maakt deel uit van de gemeente Stanin en telt 820 inwoners.